# بويد جارفيس
بويد جارفيس (بالإنجليزية: Boyd Jarvis)‏ هو منتج أسطوانات وكاتب أغاني ومغني أمريكي، ولد في 26 أكتوبر 1958 في نيويورك في الولايات المتحدة، وتوفي في 16 فبراير 2018 في إيست أورانج في الولايات المتحدة.

## وصلات خارجية
- بويد جارفيس على موقع IMDb (الإنجليزية)
- بويد جارفيس على موقع ميوزك برينز (الإنجليزية)
- بويد جارفيس على موقع ديسكوغز (الإنجليزية)